# 怒れる神の御手の中にある罪人

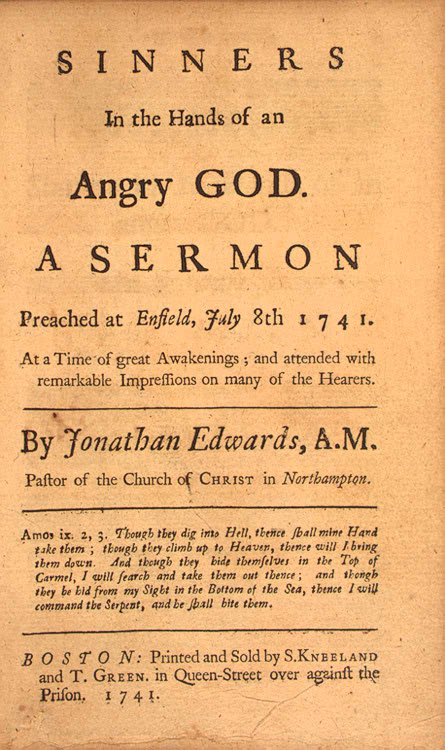
1741年に刊行された説教録

怒れる神の御手の中にある罪人（いかれるかみのみてのなかにあるつみびと、英語:Sinners in the Hands of an Angry God）は、ピューリタン時代の1741年7月8日にコネチカット州エンフィールドで、カルヴァン主義者の会衆派教会牧師である、ジョナサン・エドワーズによって説教された、彼の最も有名な説教である。これは、大覚醒のリバイバルに用いられた。
主題聖句は、申命記32:35の「彼らの足はやがて滑る」Their foot shall slide in due time;（KJV）。

## 説教
目に見える神の民でありながら、神に逆らうイスラエルの民に対して語られた神の警告である。

### 主題聖句
1. 転倒の危険　詩篇73:18
2. 滅びはいつ来るかわからない　詩篇73:18-19
3. 人は自分の重みですべる
4. 神は、滅びるしかない邪悪な人々を、その時が来るまで地獄に落ちないようにしている

### 考察
1. 神が人を地獄に落とす力に不足することは無い
2. 彼らが地獄に落ちるのは当然
3. 有罪宣告はすでに受けている
4. 彼らは神の怒りの対象となっている
5. 彼らは悪魔のものである
6. 人の心は地獄的な堕落の極みにある
7. 人はいつ死ぬかわからない
8. 誰も死から逃れられない
9. キリストを信じない者の努力は無駄である
10. 恵みの契約以外に、神が人を地獄に落とさない理由は無い

### 適用
まだ回心していない会衆に向けて語る。新生していない者は、怒れる神の御手の中にある。神はそれらの者を嫌い、彼らに対して神の怒りが燃え上がっている。
1. 神の怒り　箴言20:2 ルカ12:4-5
2. 神の激しい怒り　イザヤ59:18 66:15 黙示録19:15　エゼキエル8:18 現在は憐れみの期間であるが、それを過ぎると、神は怒りの器が災いに遭い、なげくとき「笑い、嘲笑う」（箴言1:26）。神は憤って彼らを踏みにじり、返り血を浴びた神の衣がよごれる（イザヤ63:3）。「我はひとりにて酒榨をふめり もろもろの民のなかに我とともにする者なし われ怒によりて彼等をふみ忿恚によりてかれらを蹈にじりたれば かれらの血わが衣にそそぎわが服飾をことごとく汚したり そは刑罰の日わが心の中にあり 救贖の歳すでにきたれり[1]」
3. 神が与える苦難　ローマ9:22 イザヤ33:12-14 天の民は地獄に落ちた人たちを眺める（イザヤ66:23-24）
4. 永遠に続く神の怒りと刑罰　新生体験なく神の怒りを積んできた、老人は神の怒りに耐えられず、青年男女は虚栄にふけっており、子供らは悪魔の子である。すべての者は神の怒りを受けるべく地獄の上に宙吊りになっているのであり、回心しないなら地獄に落ちる。

キリストを信じて、神の怒りから、迫り来る滅びから、逃れなければならない。

## 影響
エンフィールドの説教では、罪の意識から会衆は泣き叫び、気絶し、激しい痙攣を起こしたと記録されている。
18世紀のニューイングランドの通例通り、説教は印刷されて広く出版された。それは、常にカルヴァン主義者のリバイバル指導者の神学と説教の裏づけとなり、第一次大覚醒の著名な指導者たちによって採用された。
ピューリタン文学の代表作として、アメリカ合衆国の高校と大学の英語の授業で頻繁に使われる。
マーティン・ロイドジョンズは、ジョナサン・エドワーズのこの説教によって、多くの魂が救われたことに注目している。

## 翻訳
1948年に伊賀訳、1991年に飯島訳が出版されている。伊賀訳はエドワーズの複数の説教を収録しており、飯島訳はこの説教のみの出版である。
- 『怒れる神の御手の中にある罪人』ジョナサン・エドワーズ著 飯島徹訳CLC出版ISBN 9784879378019 1991年
- 『怒りの神:エドワーヅ説教集』伊賀衛訳 西村書店 1948年